# Giyu-gun
Giyu-gun – malajskie ochotnicze formacje zbrojne podczas II wojny światowej
Koncepcja wykorzystania formacji zbrojnych złożonych z obcokrajowców pojawiła się w japońskim naczelnym dowództwie jeszcze przed wybuchem wojny. Wynikała z dwóch kwestii. Po pierwsze, formacje takie mogłyby zabezpieczać i pilnować porządku na obszarze podbitych krajów, co pozwolałoby tam zmniejszać japońskie siły okupacyjne. Z drugiej strony plany formowania tego typu formacji wiązały się z tworzonym wówczas przez Japończyków programem tzw. Wielkiej Wschodnioazjatyckiej Strefy Wspólnego Dobrobytu. W jej ramach miały istnieć ochotnicze formacje zbrojne złożone z mieszkańców podbitych krajów, które prowadziłyby wspólną walkę z armią japońską przeciwko zachodnim aliantom. 
Krótko przed  wybuchem wojny z USA powyższe plany zaczęły nabierać konkretów. W listopadzie 1941 r. dowództwo Południowej Armii przygotowało ogólny dokument dotyczący tworzenia na zajmowanych obszarach miejscowych oddziałów wojskowych ze wsparciem i pod zwierzchnictwem japońskiej armii. W tym czasie władze wojskowe i cywilne zaakceptowały 2 ważne dokumenty pt. „Zasady zarządzania administracją okupowanych obszarów południowych” i „Zasady administrowania okupowanymi obszarami południowymi w zgodności z południowymi operacjami”. Zawierały one uszczegółowienie powyższych kwestii. W styczniu 1942 r. Ministerstwo Wojny wydało zgodę na wdrożenie w życie planu formowania wschodnioazjatyckich formacji zbrojnych. Bezpośrednim impulsem było pobicie wojsk brytyjskich na Malajach, ukoronowane zdobyciem Singapuru 15 lutego. Program armii zwany Gun-yo Sasshin miał doprowadzić po pewnym czasie do zredukowania sił japońskich na okupowanych obszarach południowo-wschodnich w celu wzmocnienia wojsk przede wszystkim w Chinach. Liczono, że wojska alianckie nie będą zdolne zaatakować przed końcem 1943 r. Japończycy wykorzystali ten czas do sformowania formacji Giyu-gun na Malajach. 
8 września 1943 r. japońskie dowództwo w Sajgonie na obszar południowo-wschodniej Azji wydało rozkaz utworzenia Kyodo Bo-ei Giyu-gun na Sumatrze (podległego 25 Armii) i Jawie (podległego 16 Armii). Pozwoliło to wkrótce zredukować okupacyjne siły na tych wyspach o ¼. Na przełomie września i października Japończycy zgodzili się na przekształcenie jawajskiego Giyu-gun w Pembela Tanah Air (PETA), o co występowali indonezyjscy nacjonaliści. Na czele Giyu-gun na Sumatrze stanął malajski działacz nacjonalistyczny Ibrahim Yaakub. Po 6-miesięcznym przeszkoleniu otrzymał on stopień pułkownika, stając się najwyższym rangą obcokrajowcem w japońskich siłach zbrojnych. Do kwietnia 1944 r. liczebność sumatrzańskiego Giyu-gun doszła do ok. 2 tys. ludzi. Miała ona wziąć udział w walkach z ewentualnym desantem alianckim, a uczestniczyła tylko raz w starciu z partyzantką komunistyczną w Johore. Poza tym pełniła zadania ochronne i wartownicze.
Formacje Giyu-gun były szkolone i zorganizowane jak armia japońska. Krajowcy pełnili w nich wszystkie funkcje – od szeregowych do oficerów, ale ich status był gorszy niż w PETA, gdyż bezpośrednio podlegali oni oficerom japońskim. Giyu-gun wchodziły w skład japońskiej armii jako formacje pomocnicze. Ich żołnierze nosili japońskie mundury z japońskimi insygniami i stopniami oraz byli wyposażeni i uzbrojeni jak Japończycy. Składali przysięgę wierności cesarzowi japońskiemu.